# Wijde Blokwetering
De Wijde Blokwetering is de naam van een hoofdwatergang in Willeskop die deel uitmaakt van de afwatering van de Lopikerwaard naar de Hollandse IJssel door Gemaal De Pleyt. De watergang loopt parallel aan de Bloklandse Kade, waar het zijn naam aan te danken heeft, en ligt in het verlengde van de Nauwe Blokwetering. Halverwege kruist de Wijde Blokwetering met Maalvliet De Pleyt. De watergang mondt uit in de Middelwetering.

## Afbeeldingen

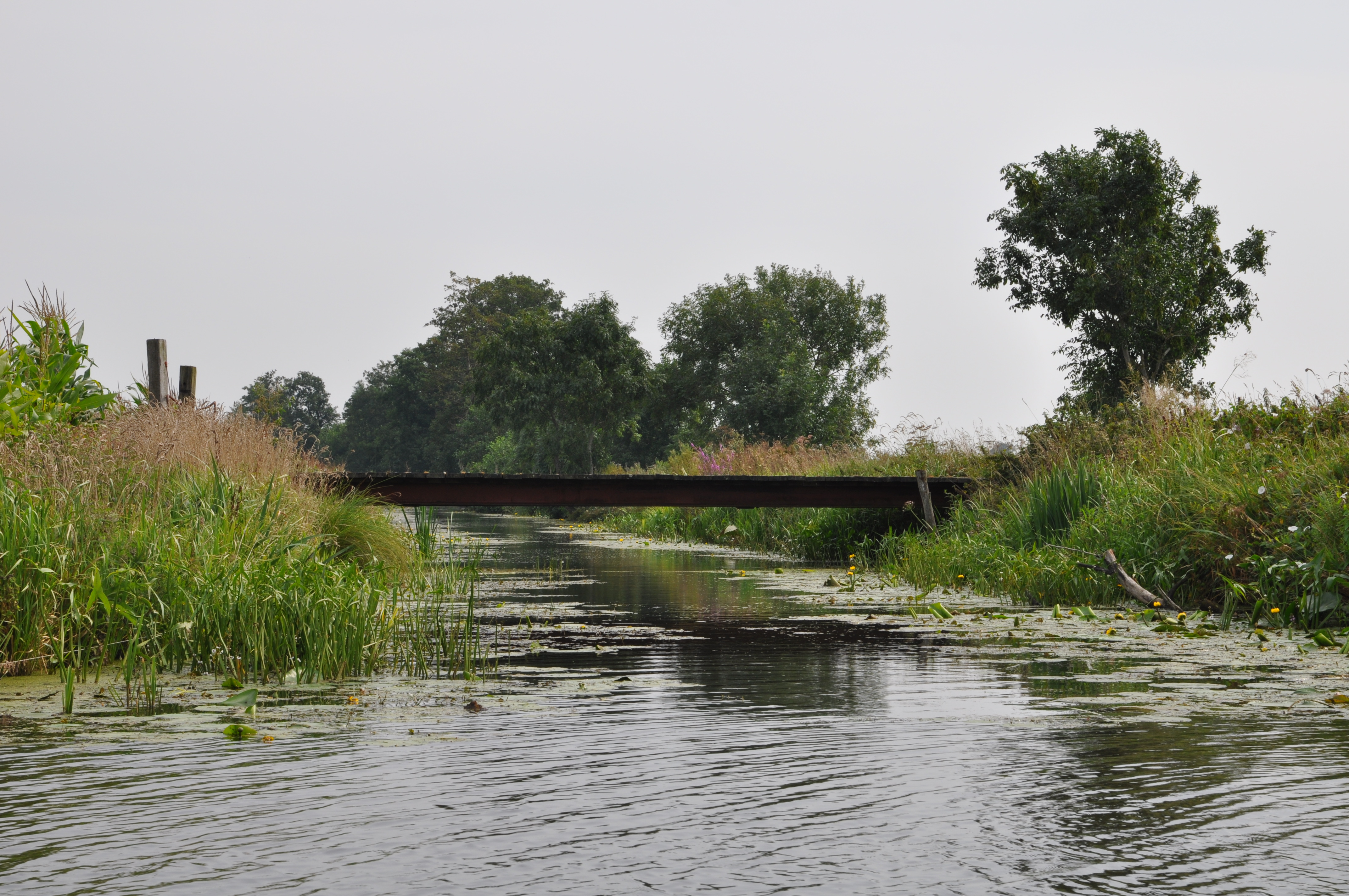
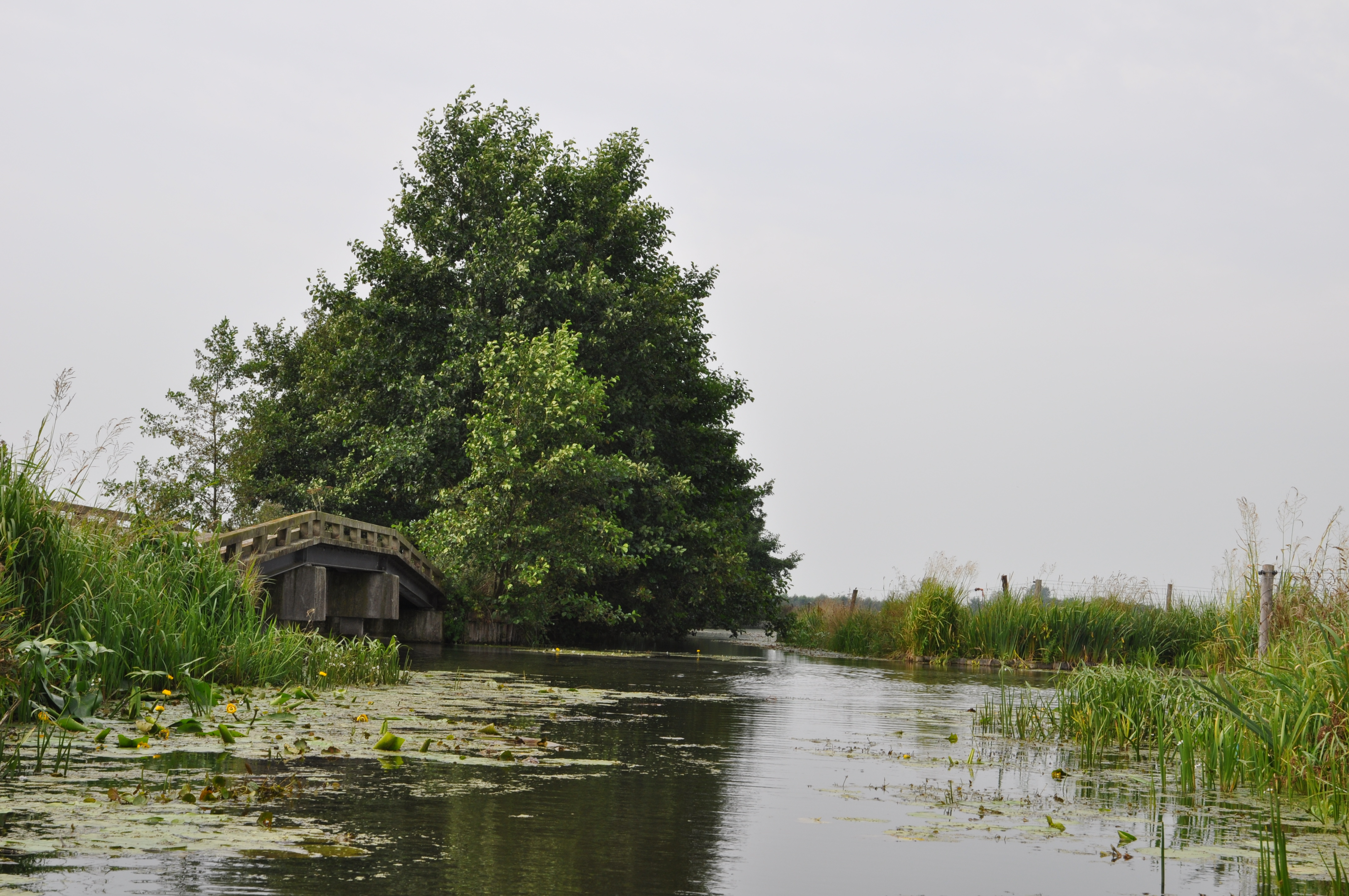